# Campeonato Mundial de Ciclismo em Pista de 1927
O Campeonato Mundial UCI de Ciclismo em Pista de 1927 foi realizado na Colônia e Elberfeld, na Alemanha, entre os dias 17 e 24 de julho. Três provas masculinas foram disputadas, duas de profissionais e uma de amador.

## Sumário de medalhas

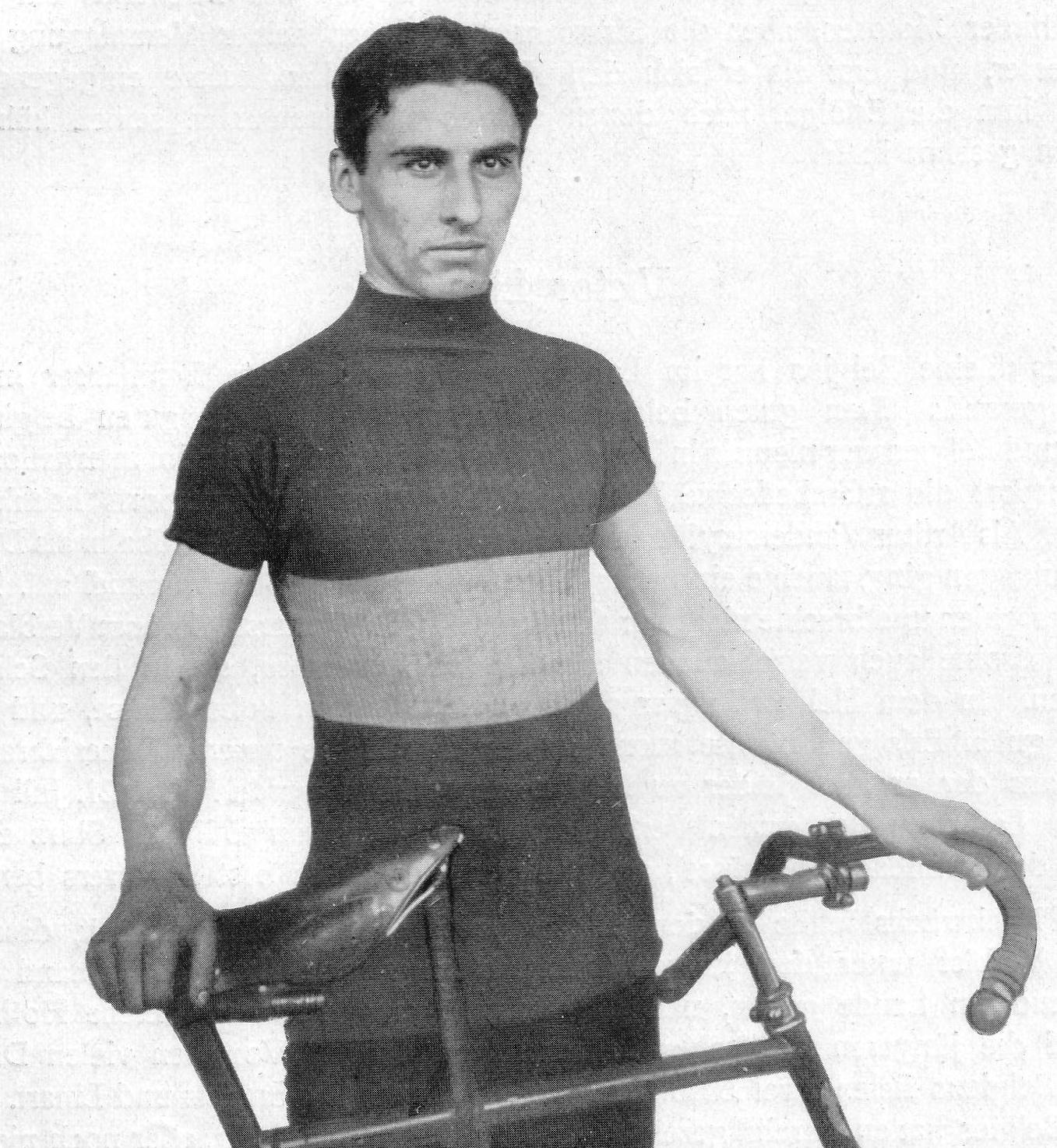
Victor Linart

| Eventos profissionais masculinos |                          |                                |                          |
| Velocidade individual            | Lucien Michard · França  | Ernest Kauffmann · Suíça       | Lucien Faucheux · França |
| Motor-paced                      | Victor Linart · Bélgica  | Paul Krewer · Alemanha         | Walter Sawall · Alemanha |
| Evento amador masculino          |                          |                                |                          |
| Velocidade individual            | Mathias Engel · Alemanha | Willy Falck Hansen · Dinamarca | Peter Steffes · Alemanha |

## Quadro de medalhas
| Ordem | País      | Medalha de ouro | Medalha de prata | Medalha de bronze | Total |
| ----- | --------- | --------------- | ---------------- | ----------------- | ----- |
| 1     | Alemanha  | 1               | 1                | 2                 | 4     |
| 2     | França    | 1               | 0                | 1                 | 2     |
| 3     | Bélgica   | 1               | 0                | 0                 | 1     |
| 4     | Dinamarca | 0               | 1                | 0                 | 1     |
| -     | Suíça     | 0               | 1                | 0                 | 1     |